# Emmanuel Thoma
Emmanuel Thoma (Courtrai, 26 marzo 1917 – Ledegem, 27 agosto 2002) è stato un ciclista su strada belga, professionista dal 1945 al 1954.
Fu vincitore di una Gullegem Koerse, gara nella quale ha ottenuto ben 4 podi.

## Carriera
Passato professionista nel 1945, colse complessivamente 17 vittorie tra i professionisti, perlopiù in corse da un giorno belghe.

## Palmarès
- 1946

Nokere Koerse
Giri di Lottenhulle
- 1948

Kampioenschap van Vlaanderen
Bruxelles-Ostenda
Gullegem Koerse
Grand Prix di Heule
- 1950

Giro di Aniche
- 1951
- Omloop Mandel-Leie-Schelde
- 1952

Classifica generale Tour du Nord
- 1954

Giro di Watten

## Piazzamenti

### Classiche monumento
- Milano-Sanremo

1949: 24º
- Giro delle Fiandre

1946: 16°
1950: 27º
- Liegi-Bastogne-Liegi

1950: 29º
1951: ritirato